# بیدوک بالا
بیدوک بالا، روستایی از توابع بخش نوک‌آباد شهرستان خاش در استان سیستان و بلوچستان ایران است.

## جمعیت
این روستا در دهستان نازیل قرار دارد و براساس سرشماری مرکز آمار ایران در سال ۱۳۸۵، جمعیت آن ۱۰ نفر (۴خانوار) بوده‌است.